# Biała Rawska
Biała Rawska este un oraș în Polonia.